# Joseph Cao
Anh "Joseph" Quang Cao (nombre vietnamita: Cao Quang Ánh, pronunciado [gaʊ]; nacido el 13 de marzo de 1967) es un abogado y político estadounidense de Nueva Orleans. 

## Primeros años
Cao nació en Saigón, y en 1975 huyó con su madre y dos de sus siete hermanos a los Estados Unidos. Su padre era oficial del Ejército de la República de Vietnam y fue capturado durante la Guerra de Vietnam por el ejército del Norte. Con ocho años, Cao llega a los Estados Unidos como refugiado.

## Triunfo político
El sábado 6 de diciembre de 2008, Cao derrotó a un diputado del Partido Demócrata con larga trayectoria, William J. Jefferson, con el 49,6 por ciento de los votos, y fue elegido Representante por el Estado de Luisiana. Es el primer vietnamita estadounidense en ocupar un escaño en el Congreso de los Estados Unidos.

## Vida personal
Cao está casado con Hieu Phuong "Kate" Hoang. La pareja tiene dos hijas. Kate y Joseph se conocieron en 1998 en la Iglesia Católica María Reina de Vietnam en Nueva Orleans Este y la familia ha asistido allí desde entonces.
Cao y su familia son católicos devotos. Cao es miembro del Consejo Asesor Nacional de la Conferencia de los Obispos Católicos de Estados Unidos.